# Frederico Rodrigues Santos
Frederico Rodrigues Santos (Belo Horizonte, 5 maart 1993) - alias Fred - is een Braziliaans voetballer die doorgaans als offensieve middenvelder speelt. Hij verruilde Manchester United in augustus 2023 voor Fenerbahçe, dat circa € 9.740.000,- voor hem betaalde. Fred debuteerde in 2014 in het Braziliaans voetbalelftal.

## Clubcarrière

### SC Internacional
Fred speelde in de jeugd van Atlético Mineiro en SC Internacional. Voor de laatstgenoemde club debuteerde hij op 26 januari 2012 in de Campeonato Gaúcho tegen Cerâmica, als basisspeler. Die editie van de Campeonato Gaúcho werd gewonnen door SC Internacional, maar Fred speelde niet mee in de finale tegen Caxias. Fred maakte zijn eerste doelpunt op 18 juli 2012, tegen Atlético Mineiro in de Série A.

### Sjachtar Donetsk
Fred tekende op 26 juni 2013 een vijfjarig contract bij Sjachtar Donetsk. Met de overgang was 15 miljoen euro gemoeid. Hij scoorde twee keer bij zijn officiële debuut voor Sjachtar Donetsk en droeg zo bij aan een 3–1 zege tegen Tsjornomorets Odessa om de Oekraïense supercup. Vier dagen later debuteerde Fred in de Premjer Liha, tegen Hoverla Oezjhorod (2–0 winst). Op 17 september 2013 kwam Fred voor het eerst in actie in de UEFA Champions League, met een korte invalbeurt voor Fernando op bezoek bij Real Sociedad. In Freds eerste seizoen bij Sjachtar Donetsk werd de club voor een vijfde achtereenvolgende keer kampioen van Oekraïne. De finale van de beker werd dat jaar met 2–1 verloren van Dynamo Kiev. Op 22 juli 2014 won Sjachtar Donetsk met 2–0 van Dynamo Kiev in de strijd om de Oekraïense supercup, maar Fred speelde niet mee bij deze wedstrijd. Na het neerstorten van MH17 weigerde hij naar Oekraïne af te reizen. Enkele dagen later keerde hij wel terug. In het seizoen 2014/15 eindigde Sjachtar Donetsk als tweede in zowel de strijd om de landstitel als die om de beker. De strijd om de Oekraïense supercup werd op 14 juli 2015 wel gewonnen van Dynamo Kiev (2–0).

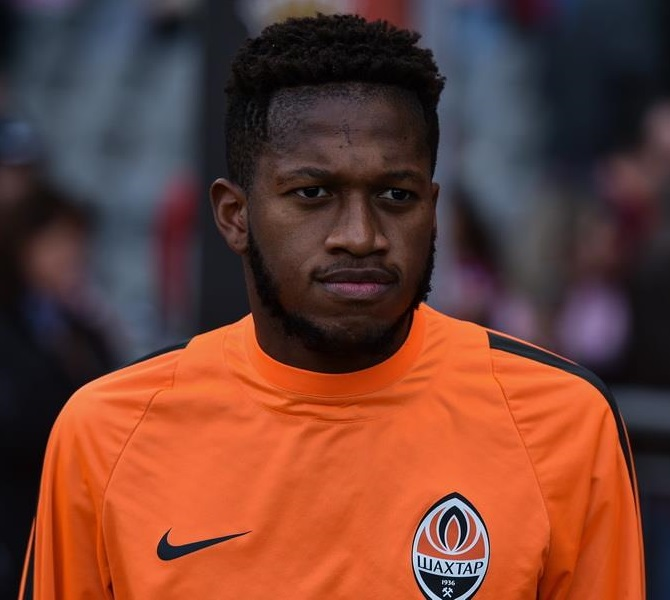
Fred voor Sjachtar Donetsk in december 2016

Tijdens het seizoen 2015/16 kon Fred lang niet meespelen wegens een schorsing. In dat seizoen eindigde Sjachtar Donetsk als tweede in de competitie en won het de de bekerfinale van Zorja Loehansk. Fred maakte het enige doelpunt van Sjachtar Donetsk tegen Dynamo Kiev in de strijd om de Oekraïense supercup en benutte een strafschop in de strafschoppenserie op 16 juli 2016. Toch ging die strafschoppenreeks verloren. Op 29 september 2016 werd Fred met twee gele kaarten van het veld gestuurd in het UEFA Europa League-duel met SC Braga (2–0 winst). Bij zijn volgende wedstrijd in die competitie scoorde hij voor het eerst in internationaal verband, op bezoek bij KAA Gent (3–5 winst). Fred was tussen maart en juli 2017 wederom geschorst en dus miste hij het kampioenschap, de bekerwinst en de gewonnen supercup van de club. Op 21 februari 2018 was Fred voor het eerst trefzeker in de Champions League, bij een 2–1 zege op AS Roma in de achtste finales. Toch kon hij niet verkomen dat zijn ploeg in de uitwedstrijd drie weken later werd uitgeschakeld. Op 10 december 2017 kreeg Fred twee gele en dus een rode kaart te zien in het competitieduel met Zorja Loehansk. Sjachtar Donetsk won dat seizoen wederom de landelijke dubbel.

### Manchester United

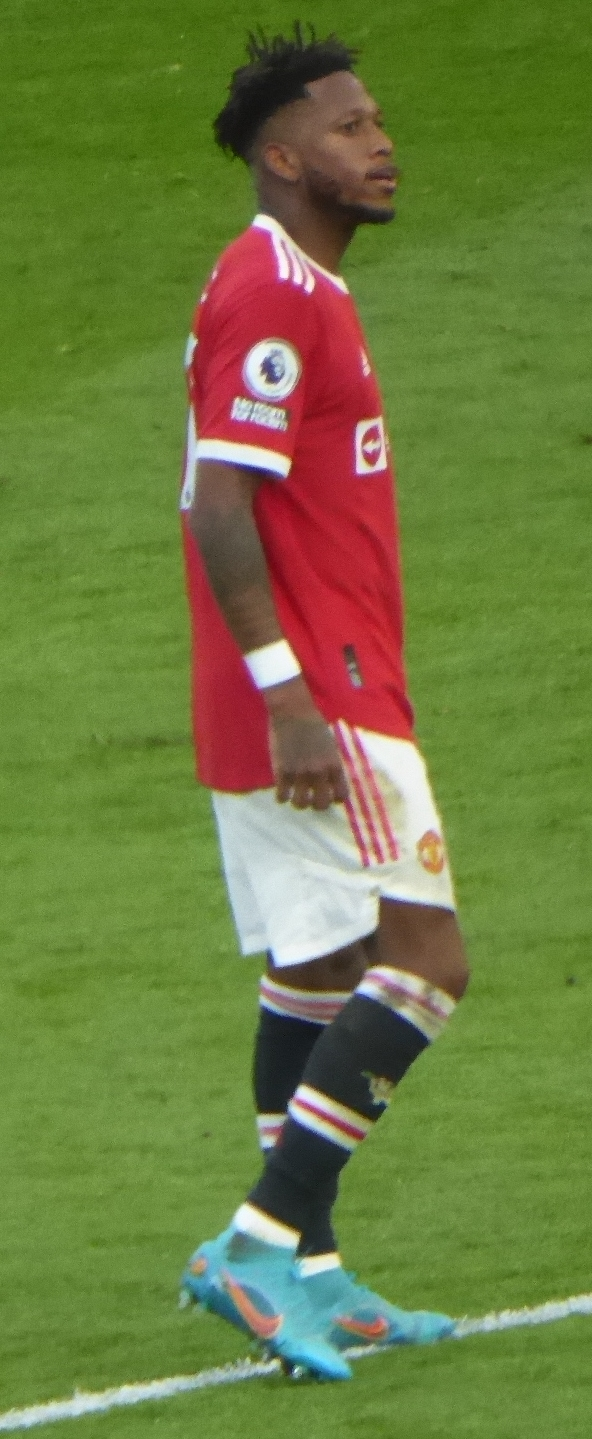
Fred voor Manchester United in april 2022

In juni 2018 vertrok Fred voor €60 miljoen naar Manchester United. Hij debuteerde voor de club op 10 augustus 2018, in de competitiewedstrijd tegen Leicester City als basisspeler (2–1 winst). Op 19 september 2018 maakte hij zijn internationale debuut voor Manchester United, in het Champions League-duel met Young Boys (0–3 winst). Drie dagen later maakte hij zijn eerste doelpunt voor de club, in eigen huis tegen Wolverhampton Wanderers (1–1). Fred kwam in zijn eerste seizoen bij Manchester United in de helft van de wedstrijden in actie. Hij scoorde op 27 februari 2020 voor het eerst in zijn carrière tweemaal in één wedstrijd, bij een 5–0 zege op Club Brugge in de zestiende finale van de Europa League. Op 2 december 2020 werd hij met twee gele kaarten van het veld gestuurd in het Champions League-thuisduel met Paris Saint-Germain (1–3 nederlaag). Op 26 mei 2021 verloor Manchester United de Europa League-finale op strafschoppen van Villarreal CF. Fred kwam tijdens de verlenging binnen de lijnen voor Mason Greenwood en benutte zijn strafschop in de penaltyreeks. Onder leiding van Erik ten Hag in het seizoen 2022/23 kreeg Fred minder speelminuten dan in voorgaande seizoenen.

## Clubstatistieken
| Seizoen         | Club              | Competitie      | Competitie | Competitie | Beker | Beker | Internationaal | Internationaal | Totaal | Totaal |
| Seizoen         | Club              | Competitie      | Wed.       | Dlp.       | Wed.  | Dlp.  | Wed.           | Dlp.           | Wed.   | Dlp.   |
| --------------- | ----------------- | --------------- | ---------- | ---------- | ----- | ----- | -------------- | -------------- | ------ | ------ |
| 2011            | SC Internacional  | Série A         | 0          | 0          | 0     | 0     | —              | —              | 0      | 0      |
| 2012            | SC Internacional  | Série A         | 28         | 6          | 0     | 0     | —              | —              | 28     | 6      |
| 2013            | SC Internacional  | Série A         | 5          | 1          | 0     | 0     | —              | —              | 5      | 1      |
| Club totaal     | Club totaal       | Club totaal     | 33         | 7          | 0     | 0     | 0              | 0              | 33     | 7      |
| 2013/14         | Sjachtar Donetsk  | Premjer Liha    | 23         | 2          | 4     | 2     | 4              | 0              | 31     | 4      |
| 2014/15         | Sjachtar Donetsk  | Premjer Liha    | 22         | 1          | 6     | 0     | 7              | 0              | 35     | 1      |
| 2015/16         | Sjachtar Donetsk  | Premjer Liha    | 12         | 2          | 1     | 0     | 10             | 0              | 23     | 2      |
| 2016/17         | Sjachtar Donetsk  | Premjer Liha    | 18         | 2          | 1     | 0     | 10             | 1              | 29     | 3      |
| 2017/18         | Sjachtar Donetsk  | Premjer Liha    | 26         | 3          | 3     | 0     | 8              | 1              | 37     | 4      |
| Club totaal     | Club totaal       | Club totaal     | 101        | 10         | 15    | 2     | 39             | 2              | 155    | 14     |
| 2018/19         | Manchester United | Premier League  | 17         | 1          | 2     | 0     | 6              | 0              | 25     | 1      |
| 2019/20         | Manchester United | Premier League  | 29         | 0          | 10    | 0     | 9              | 2              | 48     | 2      |
| 2020/21         | Manchester United | Premier League  | 30         | 1          | 6     | 0     | 12             | 0              | 48     | 1      |
| 2021/22         | Manchester United | Premier League  | 28         | 4          | 2     | 0     | 6              | 0              | 36     | 4      |
| 2022/23         | Manchester United | Premier League  | 35         | 2          | 12    | 3     | 9              | 1              | 56     | 6      |
| Club totaal     | Club totaal       | Club totaal     | 139        | 8          | 32    | 3     | 42             | 3              | 213    | 14     |
| 2023/24         | Fenerbahçe        | Süper Lig       | 21         | 3          | 0     | 0     | 10             | 0              | 31     | 3      |
| 2024/25         | Fenerbahçe        | Süper Lig       | 31         | 5          | 2     | 0     | 12             | 0              | 43     | 5      |
| 2025/26         | Fenerbahçe        | Süper Lig       | 0          | 0          | 0     | 0     | 2              | 1              | 2      | 1      |
| Club totaal     | Club totaal       | Club totaal     | 52         | 8          | 2     | 0     | 24             | 1              | 76     | 9      |
| Carrière totaal | Carrière totaal   | Carrière totaal | 325        | 33         | 49    | 5     | 105            | 6              | 577    | 44     |

Bijgewerkt tot en met 12 augustus 2025.

## Interlandcarrière
Fred debuteerde op 12 november 2014 onder leiding van Dunga in het Braziliaans elftal, als vervanger van Luiz Gustavo vlak voor tijd in de oefenwedstrijd tegen Turkije (0–4 winst). Nadat Gustavo geblesseerd raakte, werd Fred opgeroepen voor de Copa América 2015. Fred kwam in actie in de eerste twee groepswedstrijden, tegen Peru en Colombia. In de kwartfinales werd Brazilië uitgeschakeld door Paraguay. De volgende interland van Fred volgde bijna drie jaar later, in maart 2018. Fred werd door Tite geselecteerd voor het WK 2018, maar kwam op dit toernooi niet in actie. Brazilië werd in de kwartfinale uitgeschakeld door België. Vanaf oktober 2018 werd Fred een tijd niet opgeroepen voor het Braziliaans elftal, maar in juni 2021 werd hij opgeroepen voor de Copa América 2021 in eigen land. Fred miste alleen de laatste groepswedstrijd tegen Ecuador en speelde een helft mee in de verloren finale tegen Argentinië (1–0). In november 2022 werd Fred door Tite opgeroepen voor het WK 2022.

## Dopingschandaal
Tijdens de Copa América 2015 testte Fred positief op het dopingmiddel hydrochloorthiazide. De Braziliaanse voetbalbond benadrukte dat Fred het verboden middel voorafgaand aan het toernooi had ingenomen. Toch speelde Fred in de weken die volgden mee bij zijn club Sjachtar Donetsk en ontkende hij doping gebruikt te hebben. CONMEBOL schorste Fred in november 2015 tot juni 2016, waardoor Fred tot die tijd niet mee kon spelen met het Braziliaans elftal. In de wedstrijden van Brazilië in de maanden voorafgaand aan de schorsing speelde Fred al niet mee bij het nationale elftal. In februari 2016 nam de FIFA de schorsing over, waardoor Fred in de rest van het seizoen ook niet meer in actie kon komen in het clubvoetbal. Het World Anti-Doping Agency protesteerde tegen deze straf, omdat Fred wel wedstrijden speelde voor Sjachtar Donetsk in de maanden voordat de schorsing werd uitgebroken, terwijl die tijd wel werd meegenomen in de lengte van de straf. Vervolgens werd Fred ook geschorst voor de periode tussen maart en juli 2017.

## Erelijst
| Competitie          | Aantal           | Jaren                     |
| SC Internacional    | SC Internacional | SC Internacional          |
| ------------------- | ---------------- | ------------------------- |
| Campeonato Gaúcho   | 2×               | 2012, 2013                |
| Sjachtar Donetsk    |                  |                           |
| Premjer Liha        | 3×               | 2013/14, 2016/17, 2017/18 |
| Beker van Oekraïne  | 3×               | 2015/16, 2016/17, 2017/18 |
| Oekraïense supercup | 4×               | 2013, 2014, 2015, 2017    |